# الزور (مأرب)
الزور هي إحدى قرى الجمهورية اليمنية. وهي تتبع جغرافيًا لمحافظة مأرب. وإداريًا لمديرية صرواح. يبلغ تعداد سكانها 2000 نسمة حسب الإحصاء الذي أجري عام 2004.